# Liste der Stolpersteine in Berlin-Schlachtensee
Die Liste der Stolpersteine in Berlin-Schlachtensee enthält die Stolpersteine im Berliner Ortsteil Schlachtensee im Bezirk Steglitz-Zehlendorf, die an das Schicksal der Menschen erinnern sollen, die im Nationalsozialismus ermordet, deportiert, vertrieben oder in den Suizid getrieben wurden. Die Spalten der Tabelle sind selbsterklärend. Die Tabelle erfasst 55 Stolpersteine und ist teilweise sortierbar; die Grundsortierung erfolgt alphabetisch nach dem Familiennamen.
| Bild                                                                         | Name                       | Standort              | Verlegedatum  | Leben |      |
| ---------------------------------------------------------------------------- | -------------------------- | --------------------- | ------------- | --- | ---- |
|                                                                              | Fritz Ascher               | Niklasstraße 21       | 21. Feb. 2018 | Siehe auch: |      |
|                                                                              | Franz Hermann Behrend      | Ilsensteinweg 18A     | 9. Feb. 2025  | |      |
|                                                                              | Beate Clara Berwin         | Ernst-Ring-Straße 2   | 10. Aug. 2023 | |      |
|                                                                              | Esther Brandenburg         | Rolandstraße 4        | 4. Sep. 2010  | Esther Fromm kam am 5. September 1893 in Konin/Posen als Tochter des Baruch Bernhard Fromm und seiner Frau Sara Rifka geborene Riegel zur Welt. Sie hatte sechs Brüder: Salomon, Israel Julius, Mosziek, Siegmund, Alexander und Bernhard und eine Schwester: Helene. Ihre Eltern zogen mit der Familie 1893 nach Berlin und lebten im Scheunenviertel. Weil ihre Eltern früh starben, kümmerte sich der älteste Bruder Israel Julius Fromm um seine jüngeren Geschwister. Esther wurde Kontoristin und heiratete am 5. Dezember 1914 den Kaufmann Willy Brandenburg. Der Sohn Bruno wurde 1918 geboren, starb aber bereits 1928. Esther und Willy Brandenburg wohnten in Charlottenburg Wielandstraße 18 und ab 1936 in der Düsseldorfer Straße 52. Nach 1939 zogen sie mit ihrer Schwägerin Liesbeth Brandenburg zu ihrer Schwägerin Elvira Ella Fromm geborene Silbergleit in die Rolandstraße 4. Dieses Haus gehörte Julius Fromm, ihrem wohlhabenden Bruder, der nach England entkommen konnte. Am 6. März 1943 wurden Esther und Willy Brandenburg mit ihrer Schwägerin Elvira Fromm nach Auschwitz deportiert und dort am 7. März 1943 ermordet. Die Schwägerin Liesbeth Brandenburg war bereits am 15. Juni 1942 nach Theresienstadt deportiert worden. |      |
|                                                                              | Liesbeth Brandenburg       | Rolandstraße 4        | 4. Sep. 2010  | Liesbeth Brandenburg kam am 3. Januar 1885 in Kolberg/Pommern als Tochter des Heinrich Brandenburg und seiner Frau Auguste geborene Fiegel zur Welt. Sie hatte einen Bruder Willy, der 1890 geboren wurde. Willy und Liesbeth zogen nach Berlin, wo Willy 1914 Esther Fromm heiratete. Liesbeth Brandenburg blieb ledig und wohnte 1939 in der Seesener Straße 30, vermutlich als Untermieterin. Nach 1939 zog sie mit ihrem Bruder und dessen Frau in das Haus Rolandstraße 4, das Julius Fromm, dem Bruder ihrer Schwägerin Esther gehörte. Liesbeth Brandenburg wurde am 15. Juni 1942 mit dem 22. Alterstransport zusammen mit ihrer Mutter Auguste Brandenburg, die in einem Altersheim in der Lützowstraße gelebt hatte, nach Theresienstadt deportiert. Ihre Mutter starb am 19. Oktober 1942, Liesbeth Brandenburg am 7. März 1943. |      |
|                                                                              | Willy Brandenburg          | Rolandstraße 4        | 4. Sep. 2010  | Willy Brandenburg kam am 25. Juni 1890 in Kolberg/Pommern als Sohn des Heinrich Brandenburg und seiner Frau Auguste geborene Fiegel zur Welt. Er wurde Kaufmann und heiratete am 5. Dezember 1914 in Berlin die Kontoristin Esther Fromm. Sie war eine Schwester von Israel Julius Fromm, dem Gründer von Fromms Präservative. Ihr Sohn Bruno wurde 1918 geboren, der bereits 1928 starb. Esther und Willy Brandenburg lebten in Charlottenburg in der Wielandstraße 18, von 1936 bis 1939 in der Düsseldorfer Straße 52. Nach 1939 zogen sie zu einer Schwägerin von Esther, Elvira Ella Fromm geborene Silbergleit, in die Rolandstraße 4 nach Nikolassee. Dieses Haus gehörte Julius Fromm, dem wohlhabenden Bruder von Esther, der nach England entkommen konnte. Am 6. März 1943 wurden Esther und Willy Brandenburg mit ihrer Schwägerin Elvira Fromm nach Auschwitz deportiert und dort am 7. März 1943 ermordet. |      |
|                                                                              | Max Cantor                 | Limastraße 2          | 9. Mai 2011   | Ludwig Max Hugo Cantor kam am 11. September 1870 in Mainz als Sohn des Fabrikbesitzers Hugo Cantor und seiner Frau Emma Josephine geborene Kaufmann zur Welt. Seine Geschwister waren Anna Ottilie Amalie, Maria Friederike, Paul Emil Hugo und Ernst Herrmann Hugo. Die Familie gehörte der evangelischen Kirche an. Max Cantor studierte an der Universität Erlangen Chemie und wurde promoviert. Am 3. Juli 1900 heiratete er in Frankfurt am Main die nichtjüdische Wilhelmine Ida Kopp. Am 14. April 1901 kam in Offenbach der Sohn Hans Alfred zur Welt. Die Familie zog nach Berlin und wohnte ab 1920 in Zehlendorf als Mieter in der Lessingstraße 2 II (heute Limastraße). Max Cantor war Angestellter bei den I.G. Farben und genoss den relativen Schutz seiner privilegierten Mischehe. Der Sohn Hans hatte Jura studiert, konnte aber wegen seines jüdischen Vaters die Ausbildung nicht abschließen. Als Gerichtsassessor a. D. lebte er weiter in der Limastraße 2 und musste Zwangsarbeit bei der Organisation Todt leisten. Max Cantor soll ab 1942 in der Lothringer Straße 82 (heute Torstraße) gelebt haben. Im Februar 1944 wählte Max Cantor die Flucht in den Tod, er wurde noch lebend aufgefunden und in das Jüdische Krankenhaus Iranische Straße 2 gebracht, wo er am 17. Februar 1944 verstarb. Seine Frau Ida und sein Sohn Hans lebten nach dem Ende des Zweiten Weltkriegs in Steglitz in der Schloßstraße. Hans Cantor wurde Oberstaatsanwalt und vertrat unter anderem die Anklage im Sobibor-Prozess 1949/1950. Für Max Cantor liegt ein zweiter Stolperstein in Mainz-Altstadt, Breidenbacherstraße 19, dort liegen auch Stolpersteine für seine ermordeten Geschwister Ernst, Paul und Anna Cantor. |      |
|                                                                              | Alfred Walter Casparius    | Kirchblick 3          | 15. Sep. 2014 | Alfred Walter Casparius kam am 19. August 1923 in Berlin als Sohn des Kaufmanns Richard Casparius und seiner Frau Hilda geborene Schutz zur Welt. Seine Mutter hatte aus einer vorherigen Ehe die Tochter Gerda mit in die Familie gebracht. 1923 zog die Familie nach Schlachtensee, Kirchblick 3, in eine eigene Doppelhaushälfte. Alfred wurde Optiker und Kunstmaler. Als seine Eltern im März 1939 enteignet wurden, floh Alfred in die Niederlande. 1942 wurde er in das Sammellager Westerbork eingeliefert und von einem väterlichen Freund vor der Deportation in das KZ Auschwitz bewahrt. Am 12. April 1945 wurde Alfred mit ca. 900 Gefangenen von den Alliierten befreit. Nach dem Ende des Zweiten Weltkriegs emigrierte er mit seiner Schwester Gerda in die USA. Er heiratete dort und lebte mit seiner Familie in Florida, wo er 2008 starb. |      |
|                                                                              | Gerda Casparius            | Kirchblick 3          | 15. Sep. 2014 | Gerda Casparius kam am 23. Dezember 1919 in Berlin als Tochter des Zahnarztes Erwin Paul Wachsmann und seiner Frau Hilda geborene Schutz zur Welt. Die Ehe ihrer Eltern wurde geschieden, ihre Mutter heiratete 1922 den Kaufmann Richard Casparius, dessen Familiennamen Gerda annahm. 1923 kam ihr Bruder Alfred Walter auf die Welt. Die Familie wohnte seit 1923 in Schlachtensee, Kirchblick 3, in einer eigenen Doppelhaushälfte. Ihr Bruder wurde Optiker und Kunstmaler. Als ihre Eltern im März 1939 enteignet wurden und ausziehen mussten, emigrierte ihr Bruder in die Niederlande, Gerda floh nach England. Ihr Vater starb am 14. Februar 1942 nach seinem Einsatz im Reichsarbeitsdienst, ihre Mutter wurde am 1. März 1943 in das KZ Auschwitz deportiert. Ihr Bruder überlebte das Sammellager Westerbork. Nach dem Ende des Zweiten Weltkriegs wanderte Gerda mit ihrem Bruder in die USA aus. Sie heiratete und nahm den Namen Beiner an. Sie starb 1993 in New Jersey. |      |
|                                                                              | Hilda Casparius            | Kirchblick 3          | 15. Sep. 2014 | Hilda Henriette Casparius kam am 15. Februar 1893 in Berlin als Hilga Henriette Schutz zur Welt. Ihre Eltern waren der Schneider Moritz Schutz und seine Frau Ernestine geborene Michaelis. Sie heiratete 1917 den Zahnarzt Erwin Paul Wachsmann, anlässlich der Heirat ließ sie ihre Vornamen in Hilda Henriette ändern. Die Tochter Gerda kam am 23. Dezember 1919 zur Welt. 1921 wurde die Ehe geschieden, 1922 heiratete sie den Kaufmann Richard Casparius, der Sohn Alfred Walter wurde am 19. August 1923 geboren. Im Sommer 1923 zog die Familie in eine eigene Doppelhaushälfte im Kirchblick 3 in Schlachtensee. Bis zu ihrer Enteignung im März 1939 lebte die Familie dort. Der Sohn Alfred wurde Optiker und Kunstmaler und emigrierte im März 1939 in die Niederlande, die Tochter Gerda floh im April 1939 nach England. Hilda und Richard Casparius mussten ihr Haus verlassen und lebten in Steglitz in der Schloßstraße 123 bei Coper. Richard Casparius musste zum Reichsarbeitsdienst, er erkrankte schwer und starb am 14. Februar 1942. Er wurde auf dem Jüdischen Friedhof in Weißensee beigesetzt. Hilda Casparius wurde am 1. März 1943 im Rahmen der Fabrikaktion in das KZ Auschwitz deportiert. Ihr Todesdatum ist unbekannt. |      |
|                                                                              | Richard Casparius          | Kirchblick 3          | 15. Sep. 2014 | Richard Casparius kam am 14. Dezember 1883 in Bärwalde/Kreis Neustettin als Sohn des Kaufmanns Emil Casparius und seiner Frau Lina geborene Herrmann zur Welt. Seine Brüder waren Georg, Max, Josef und Louis, seine Schwestern Clara, Frieda und Reta. Richard Casparius wurde Kaufmann und zog nach Berlin. Dort heiratete er 1922 die geschiedene Hilda Wachsmann geborene Schutz. Sie brachte die am 23. Dezember 1919 in Berlin geborene Gerda mit in die Ehe. Der Sohn Alfred Walter kam am 19. August 1923 auf die Welt. In diesem Sommer zog die Familie in eine eigene Doppelhaushälfte nach Schlachtensee, Kirchblick 3 und lebte dort bis zur Enteignung im März 1939. Alfred wurde Optiker und Kunstmaler, er floh im März 1939 in die Niederlande, seine Schwester Gerda einen Monat später nach England. Richard und Hilda mussten aus ihrem Haus ausziehen und zwangsweise in die Schloßstraße 123 in Steglitz als Untermieter zu Coper ziehen. Richard wurde vom Reichsarbeitsdienst eingezogen, er erkrankte Anfang 1942 schwer und starb am 14. Februar 1942. Er wurde auf dem Jüdischen Friedhof Weißensee beigesetzt. Seine Frau Hilda wurde am 1. März 1943 im Rahmen der Fabrikaktion in das KZ Auschwitz deportiert, ihr Todesdatum ist unbekannt. Beide Kinder überlebten. |      |
|                                                                              | Georg Flatow               | Niklasstraße 5        | 12. Okt. 2014 | Siehe auch: |      |
|                                                                              | Hedwig H. Flatow           | Niklasstraße 5        | 12. Okt. 2014 | Hedwig Helene Wiener kam am 9. September 1882 in Berlin als Tochter des Zeitungsverlegers Jakob Wiener und seiner Frau Betty geborene Merzbach zur Welt. 1901 legte sie vor dem Königlichen Provinzial Schulkollegium die Prüfung als Sprachlehrerin in Englisch und Französisch ab und arbeitete anschließend als Sprachlehrerin an verschiedenen Schulen. Während des Ersten Weltkriegs war sie im Nationalen Frauendienst führend tätig und bis 1920 in der Städtischen Hinterbliebenenfürsorge als Dezernentin für die Auskunftsstelle. Am 26. März 1918 heiratete sie Dr. Georg Flatow, die Tochter Ilse kam am 20. Oktober 1919 auf die Welt. Die Familie lebte zunächst in Lichterfelde und Steglitz, bis sie 1929 in das neu erbaute Haus Nikolasstraße 5 (heute Niklasstraße) zog. In den Grundstein des Hauses war neben einem Gedicht von Hedwig Flatow der von Georg Flatow verfasste Kommentar zum Betriebsrätegesetz eingemauert worden. In diesem Haus traf sich ein großer Kreis von Freunden, der sich an der schrittweisen Entwicklung der deutschen Arbeiterbewegung beteiligte und soziale Projekte und Ideen diskutierte. Die Tochter Ilse musste 1933 die Zehlendorfer Oberschule verlassen und auf ein Landschulheim gehen. 1938 wurde Georg Flatow verhaftet und im KZ Sachsenhausen interniert. Seine Freilassung erfolgte unter der Auflage, unverzüglich das Land zu verlassen. Im Februar 1939 floh die Familie nach Amsterdam, die Tochter Ilse gelangte von dort nach England. Georg und Hedwig Flatow wurden am 20. Juni 1943 aus der Wohnung verhaftet, in das Sammellager Westerbork gebracht und am 14. September 1943 über das KZ Bergen-Belsen nach Theresienstadt. Von dort wurden sie am 12. Oktober 1944 in das KZ Auschwitz deportiert. Hedwig Flatows Todesdatum ist unbekannt. |      |
|                                                                              | Ilse Flatow                | Niklasstraße 5        | 12. Okt. 2014 | Ilse Flatow kam am 20. Oktober 1919 in Berlin als Tochter des Juristen Dr. Georg Flatow und seiner Frau Hedwig geborene Wiener zur Welt. Ihre Eltern waren aktive Sozialdemokraten, der Vater war als Ministerialbeamter an der Ausarbeitung der Betriebsverfassung (Betriebsrätegesetz 1920) beteiligt. Die Familie lebte zunächst in Lichterfelde und Steglitz und zog 1929 in das neu erbaute Haus Niklasstraße 5 (damals Nikolasstraße), in dessen Grundstein neben einem Gedicht ihrer Mutter der von ihrem Vater verfasste Kommentar zum Betriebsrätegesetz eingemauert war. 1933 musste Ilse die Zehlendorfer Oberschule verlassen, sie besuchte bis 1936 ein Landschulheim in Herrlingen. Ihr Vater wurde 1938 verhaftet und im KZ Sachsenhausen inhaftiert. Seine Freilassung erfolgte unter der Auflage, das Land unverzüglich zu verlassen. Die Familie floh im Februar 1939 nach Amsterdam, Ilse gelangte von dort nach England. Ihre Eltern wurden 1943 in Amsterdam verhaftet und über einige Zwischenstationen im Oktober 1944 in das KZ Auschwitz gebracht, wo sie zu einem unbekannten Zeitpunkt ermordet wurden. Ilse starb am 30. September 1995 in Tel Aviv. |      |
|                                                                              | Berthold Fromm             | Rolandstraße 4        | 4. Sep. 2010  | Berthold Fromm kam am 29. Mai 1914 in Berlin als Sohn des Kaufmanns Salomon Fromm und seiner Frau Elvira Ella geborene Lewy zur Welt, seine Schwester Ruth wurde 1920 geboren. Berthold Fromm wurde an der Deutschen Schule für Photo- und Optiktechnik zum Optiker und Feinmechaniker ausgebildet. Er war noch ledig, als er 1939 in der Hohenstaufenstraße 50 wohnte. Weil die Repressionen zunahmen, zog er zu seiner Mutter in die Rolandstraße 4 in Nikolassee, das Haus gehörte seinem Onkel Israel Julius Fromm, der ins Ausland flüchten konnte, vermutlich mit seinem Vater, Salomon Fromm. Im April 1942 wurde Berthold Fromm verhaftet und ins KZ Sachsenhausen gebracht, wo er am 28. Mai 1942 „auf Befehl erschossen“ wurde. Seine Mutter wurde am 6. März 1943 ins KZ Auschwitz verschleppt und am 7. März 1943 ermordet. Seine Schwester Ruth konnte sich ins Ausland retten, sie widmete ihm eine Gedenkseite bei Yad Vashem. |      |
|                                                                              | Elvira Fromm               | Rolandstraße 4        | 4. Sep. 2010  | Elvira Ella Silbergleit kam am 16. Juli 1887 in Berlin als Tochter des Moritz Silbergleit und seiner Frau Jeanette geborene Lewy zur Welt. Sie heiratete Salomon Fromm, der 1880 in Konin/Posen geboren war. Einer seiner Brüder war der erfolgreiche Israel Julius Fromm, der eine Fabrik für Präservative gegründet hatte. Elvira und Salomon Fromm hatten zwei Kinder: den am 29. Mai 1914 geborenen Berthold und die 1920 geborene Ruth. Bis 1938 wohnten sie im Siegmundshof, dann zogen sie zu Julius Fromm in dessen Haus in der Rolandstraße 4 in Nikolassee. Ihr Sohn Berthold war Optiker geworden und lebte in der Hohenstaufenstraße 50. Ihr Schwager Julius musste seine Fabrik unter großem Verlust an eine Verwandte von Heinrich Göbbels verkaufen und konnte nach England flüchten, vermutlich begleitete ihn Salomon Fromm. Elvira blieb in Berlin zurück und nahm ihre Schwägerin Esther Brandenburg mit ihrem Mann und dessen Schwester in das Haus Rolandstraße 4 auf. Zunächst wurde die Schwester Liesbeth Brandenburg am 15. Juni 1942 nach Theresienstadt deportiert, am 6. März 1943 wurden Elvira Fromm, Esther und Willy Brandenburg nach Auschwitz deportiert und am 7. März 1943 ermordet. Ihr Sohn Berthold war im April 1942 im KZ Sachsenhausen inhaftiert und wurde dort am 28. Mai 1942 ermordet, der Tochter Ruth war die Flucht ins Ausland geglückt. Diese widmete ihren Eltern und ihrem Bruder Gedenkseiten bei Yad Vashem. |      |
| Stolperstein für Erna Fürstenheim im Rhumeweg 23, 14163 Berlin-Schlachtensee | Erna Fürstenheim           | Rhumeweg 23           | 15. Juni 2012 | Erna Fürstenheim kam am 1. April 1877 in Berlin als erstes Kind des praktischen Arztes Dr. Ernst Fürstenheim und seiner Frau Luisa geborene Steinthal zur Welt. Die Familie war evangelischen Glaubens. Ihre Geschwister waren Frieda (1878), Walter (1879) und Luise (1880). Die Mutter Luisa starb 1880 bei Luises Geburt, der Vater Ernst heiratete 1882 in Halle die nichtjüdische Anna Dorothea Christiane Pressler. Weitere Kinder wurden geboren: Hans Claus 1884, Kurt 1886, Charlotte 1887 und Werner. Erna wurde Klavierlehrerin, ihre Schwester Frieda Französischlehrerin, beide blieben ledig. Erna Fürstenheim erblindete und musste 1939 aus ihrem Zimmer in der ehemaligen Kossinnastraße 23 (heute Rhumeweg) ausziehen. Sie zog mit ihrer Schwester Frieda, die seit 1939 im Büro Grüber und in der von diesem und dem Hilfswerk beim bischöflichen Ordinariat gegründeten „Familienschule“ tätig war, in die Lietzenburger Straße 34 zu dem Landgerichtsdirektor a. D. Dr. Dafis. Am 13. Juni 1942 wurden Erna und Frieda Fürstenheim in das Vernichtungslager Sobibor deportiert. |      |
|                                                                              | Gertrud Gerson             | Rolandstraße 2        | 14. Aug. 2021 | |      |
|                                                                              | Sophie Goldschmidt         | Spanische Allee 10    | 13. Juni 2016 | Sophie Wolff kam am 28. März 1859 in Bleicherode/Landkreis Nordhausen als Tochter des Kaufmanns Markus Wolff und seiner Frau Therese geborene Kirchheim zur Welt. Sie hatte eine Schwester Emma und einen Bruder George. Am 18. Dezember 1884 heiratete sie in Berlin den Kaufmann Julius Goldschmidt, der in Thorn geboren war. Das Paar lebte in Stettin, wo ihre Kinder zur Welt kamen: 1885 Max, 1887 Kurt, 1889 Ida, 1890 Grete und 1895 Else. Ihr Mann Julius starb 1927. Sophie Goldschmidt zog nach Berlin in das Sanatorium Schlachtensee in der Wannseestraße 10 (heute Spanische Allee), wo sie zur Zeit der Volkszählung im Mai 1939 lebte. Sie musste ausziehen und in den Kurfürstendamm 94/95 ziehen, deportiert wurde sie am 18. Juni 1942 nach Theresienstadt aus dem Haus Ludwigkirchstraße 12. Dort wurde sie am 3. Juli 1942 ermordet. Von ihren Kindern konnten sich Grete mit ihrem Mann Ludwig Kurnik in die USA und Else mit ihrem Mann Kurt Gabali nach Australien retten, die anderen drei starben vor dem Zweiten Weltkrieg. |      |
|                                                                              | Heinrich Gumpert           | Ernst-Ring-Straße 2   | 10. Aug. 2023 | |      |
|                                                                              | Clara Paula Guttsmann      | Ernst-Ring-Straße 2   | 10. Aug. 2023 | |      |
|                                                                              | Friedrich Rudolf Guttstadt | Reifträgerweg 19      | 26. Apr. 2013 | Friedrich Rudolf Guttstadt kam am 14. Februar 1881 in Berlin als Sohn des praktischen Arztes Albert Guttstadt und seiner Frau Clara geborene Guhrauer zur Welt. Er hatte noch einen älteren Bruder Richard. Friedrich besuchte das Falk-Realgymnasium und studierte Jura u. a. in Straßburg. Er gehörte der Akademischen Turnverbindung Cheruscia-Burgund (ATV) bis zu seinem wohl erzwungenen Austritt 1934 an, auch gehörte er der evangelischen Kirche an. Friedrich Guttstadt kämpfte im Ersten Weltkrieg, erhielt das Eiserne Kreuz und wurde Amtsrichter in Bochum. 1919 heiratete er die Lehrerin Margarete Lipinski, die Söhne wurden geboren: 1920 Albert und 1922 Gerhard. Seit 1923 war er Landgerichtsrat in Berlin, privat wohnte er in der Landhausstraße, später in Zehlendorf in der Dallwitzstraße. 1934 baute Friedrich Guttstadt ein Haus in Nikolassee, Augustastraße 19, heute Reifträgerweg. Inzwischen war er Reichswirtschaftsrat, wegen seines Fronteinsatzes wurde er erst 1936 vom Dienst beurlaubt. Nach der Reichspogromnacht wurde er wie viele Berliner Juden verhaftet und im KZ Sachsenhausen inhaftiert. Nach seiner Entlassung im Dezember 1938 war er seelisch und körperlich gezeichnet; er starb an den Folgen der Haft am 8. Januar 1939. |      |
|                                                                              | Alice Hertz                | Ahrenshooper Zeile 43 | 14. Juni 2021 | |      |
|                                                                              | Johanna Hertz              | Ahrenshooper Zeile 43 | 14. Juni 2021 | |      |
|                                                                              | Jenny Hirsch               | Lindenthaler Allee 29 | 31. März 2017 | Jenny Hirsch kam am 16. Juni 1921 in Tilsit/Ostpreußen in einer jüdischen Familie zur Welt. Später lebte sie in Königsberg und ab 1937 in Berlin in der Theodor-Fritsch-Allee 29 (heute Lindenthaler Allee) als Untermieterin bei Silbermanns. Bei der Volkszählung 1939 gab sie an, ein Hochschulstudium zu betreiben. Dabei war sie weder in der Humboldt-Universität noch in der Technischen Universität immatrikuliert. Sie musste noch mehrfach umziehen, auch leistete sie Zwangsarbeit bei Siemens & Halske. Aus der Wullenweberstraße 7 in Tiergarten wurde sie über das Sammellager in der Großen Hamburger Straße am 19. Februar 1943 in das KZ Auschwitz deportiert und zu einem unbekannten Zeitpunkt ermordet. |      |
|                                                                              | Otto Janssen               | Ilsensteinweg 11      | 29. Apr. 2019 | Otto Janssen kam am 11. März 1898 in Gütergotz (heute Güterfelde) als Sohn des Chausseearbeiters Hermann Janssen und seiner Frau Anna zur Welt. Er hatte noch neun Geschwister. Früh musste er zum Unterhalt der Familie beitragen durch Arbeit in der Landwirtschaft. Im Ersten Weltkrieg wurde er als Armierungssoldat eingezogen und im Eisenbahnbau im Hinterland eingesetzt. Er blieb bei der Reichsbahn, bis er 1932 in Berlin Werkshelfer war. 1923 hatte er Gertrud Stahlberg geheiratet, sie wohnten seitdem in der Albrechtstraße 11 in Zehlendorf, heute Ilsensteinweg. Er war in der Gewerkschaft, was dazu führte, dass er nach der Machtübernahme der Nazis als politisch unzuverlässig entlassen wurde. Otto Janssen hatte Kontakt zur Widerstandsbewegung sowie zur illegalen KPD und leitete 1934 zwei kommunistische Parteizellen. Am 21. Mai 1937 wurde er verhaftet, das Kammergericht verurteilte ihn wegen Vorbereitung zum Hochverrat zu fünf Jahren Zuchthaus und fünf Jahren Ehrverlust. Die Haft verbüßte er im Zuchthaus Brandenburg-Görden. Nach seiner Entlassung hielt ihn die Gestapo weiter in Schutzhaft und brachte ihn 1942 in das KZ Buchenwald. Dort starb er am 24. August 1944, vermutlich bei einem Luftangriff der Alliierten. |      |
|                                                                              | Charlotte Kirchberger      | Palmzeile 6           | 13. Sep. 2022 | |      |
|                                                                              | Johanna Königsberger       | Spanische Allee 10    | 26. Juni 2015 | Johanna Fraenkel kam am 21. Oktober 1864 in Berlin als Tochter des Samuel Salomon Fraenkel und seiner Frau Rachel Rosalie geborene Neißer zur Welt. Ihre Vorfahren waren Kürschner und Gürtler. Sie heiratete in Berlin den Kaufmann Joseph Königsberger. Die Familie gehörte später der evangelischen Kirche an und lebte in der Inselstraße 12 in Mitte. Joseph Königsberger gehörte eine Werkstatt, die Federbesätze und Federboas herstellte. Die Kinder wurden geboren: Else am 17. November 1885 und Erich am 13. Mai 1887. Joseph Königsberger kaufte ein Grundstück von 6000 m² in der Albrechtstraße 16–18 und baute dort ein 20-Zimmer-Haus, sowie zwei Gewächshäuser und einen Tennisplatz. Joseph Königsberger starb 1911 und seine Witwe Johanna führte den Betrieb weiter mit ihrem Sohn Erich. 1920 musste sie das Haus verkaufen, die Federbesatzfabrik fiel in Konkurs. 1939 wohnte sie in der Wannseestraße 8 (heute Spanische Allee), sie musste noch ausziehen, am 22. Juli 1942 wurde sie aus der Neuen Friedrichstraße 41–42 nach Theresienstadt deportiert. Am 6. September 1942 wurde sie ermordet, die angebliche Todesursache war Darmkatarrh. Ihr Sohn Erich hatte Margarete Maaßen geheiratet, die Söhne Rolf (1914) und Reinhard (1920) konnten entkommen, Rolf nach Australien und Reinhard nach Kanada. Ihre Tochter Else hatte Willy Schröder geheiratet, die Söhne wurden geboren: Hans Dietrich (1909) und Joachim. Willy Schröder starb 1939, Else Schröder lebte in Steglitz in der Heesestraße 1. Als sie zur Deportation abgeholt werden sollte, nahm sie eine Überdosis Veronal. Sie starb am 3. Februar 1944 im Jüdischen Krankenhaus. Die Söhne überlebten. Für Else Schröder liegt vor dem Haus Heesestraße 1 ein Stolperstein. |      |
|                                                                              | Johannes Kreiselmaier      | Goethestraße 3        | 29. März 2008 | Johannes Kreiselmaier kam am 18. Februar 1892 in Oberndorf (Pfalz) als Sohn eines evangelischen Geistlichen und seiner Frau auf die Welt. Er studierte Medizin und arbeitete zunächst als Landarzt und Gynäkologe in Thüringen und in Lehnin. Zwischen 1924 und 1926 war er Mitarbeiter am Institut für Sexualwissenschaft 1927 heiratete er Susa Auguste Maria von Trzaska und eröffnete eine Allgemeinpraxis in Lehnin. Dort wurden die vier Kinder geboren, die jüngste war Susanne. Seit 1936 sympathisierte Johannes Kreiselmaier mit der Naziideologie und trat 1937 in die NSDAP ein. 1938 verlegte Johannes Kreiselmaier seine Praxis nach Berlin-Schlachtensee, Goethestraße 3 und zog mit seiner Frau auch dorthin. Die Kinder blieben in der Obhut eines Kindermädchens in Lehnin. Johannes Kreiselmaier wurde neben seiner Praxis Betriebsarzt im Dralowid-Werk in Teltow, ferner wurde er Militärarzt für Blutserumsforschung und er leitete ein Lazarett in Charlottenburg. Im Verlauf des Krieges sah Johannes Kreiselmaier die Ideologie der Nazis kritischer, 1943 kam er in Kontakt mit der Widerstandsgruppe um Franz Jacob und Anton Saefkow. Johannes Kreiselmaier stellte seine Praxis für illegale Treffen zur Verfügung, spendete Geld und leistete medizinische Hilfe für Zwangsarbeiter und untergetauchte Widerstandskämpfer. Im Juli 1944 wurde er verhaftet, am 19. September 1944 vom Volksgerichtshof zum Tode verurteilt und am 27. November 1944 im Zuchthaus Brandenburg-Görden hingerichtet. | Lage |
|                                                                              | Leopold Lachmann           | Bergengruenstraße 57  | 23. Mai 2019  | Leopold Lachmann kam am 8. Juli 1880 in Filehne an der Netze als Sohn des Marcus Lachmann und seiner Frau Ernestine zur Welt, er hatte noch die Schwestern Anna und Bertha. Er wurde Fleischer und heiratete Rosa Abraham, die aus dem nahe gelegenen Ort Parlinek stammte. Der Sohn Manfred James wurde am 30. Juli 1912 in Filehne geboren. Sie lebten dann in Schloppe, Kreis Deutsch Krone, bis sie sich entschlossen, nach Berlin zu ziehen. Leopold Lachmann und sein Sohn Manfred James wurden am 27. Juli 1938 verhaftet und im KZ Sachsenhausen inhaftiert, Leopold Lachmann wurde am 21. Dezember 1938 freigelassen, Manfred einen Monat früher. Manfred gelang die Ausreise in die USA. 1939 lebten Leopold und Rosa Lachmann in Zehlendorf, Lagardestraße 57 (heute Bergengruenstraße). Am 17. November 1941 wurden Leopold Lachmann und seine Frau Rosa nach Kowno deportiert und dort im Fort IX am 25. November 1941 erschossen. |      |
|                                                                              | Manfred James Lachmann     | Bergengruenstraße 57  | 23. Mai 2019  | Manfred James Lachmann wurde als Sohn von Leopold und Rosa Lachmann geborene Abraham am 30. Juli 1912 in Filehne, Posen, geboren. Er wurde Schneider und blieb zunächst ledig. Manfred Lachmann wurde zusammen mit seinem Vater Leopold am 27. Juli 1938 verhaftet und im KZ Sachsenhausen inhaftiert. Am 22. November 1938 kam er wieder frei und emigrierte umgehend in die USA, dort kam er am 9. Dezember 1938 in New York an. Er änderte seinen Namen in Fred Lakemann und trat in die amerikanische Armee ein. 1948 heiratete er Ilse Kornberg, die auch aus Deutschland stammte. Das Ehepaar bekam zwei Töchter, Ilse Lakemann starb 1986, Fred Lakemann 2005. |      |
|                                                                              | Rosa Lachmann              | Bergengruenstraße 57  | 23. Mai 2019  | Rosa Abraham wurde am 22. Februar 1881 in Parlinek, Kreis Mogilno, in der damaligen Provinz Posen geboren. Sie heiratete Leopold Lachmann aus Filehne, ihr Sohn Manfred James wurde am 30. Juli 1912 geboren. Das Ehepaar Lachmann zog nach Schloppe, Kreis Deutsch Krone, bis sie sich entschlossen, nach Berlin zu ziehen. Leopold Lachmann und sein Sohn Manfred James wurden am 27. Juli 1938 verhaftet und im KZ Sachsenhausen inhaftiert, Leopold Lachmann wurde am 21. Dezember 1938 freigelassen, Manfred einen Monat früher. Manfred gelang die Ausreise in die USA. 1939 lebten Leopold und Rosa Lachmann in Zehlendorf, Lagardestraße 57 (heute Bergengruenstraße). Am 17. November 1941 wurden sie nach Kowno deportiert und dort im Fort IX am 25. November 1941 erschossen. |      |
|                                                                              | Marie Gertrud Lewy-Lingen  | Ahrenshooper Zeile 35 | 23. Okt. 2011 | Marie Gertrud Fraenkel kam am 15. Juli 1892 als jüngstes von vier Kindern des Ehepaares Albert Fraenkel und seiner Frau Gertrud geborene Strassmann zur Welt. Sie war evangelisch getauft und heiratete 1919 den Richter Dr. Richard Lewy. Am 8. Februar 1920 kam der Sohn Walter auf die Welt, Richard Lewy ließ den Familiennamen ändern in Lewy-Lingen als vermeintlichen Schutz vor Antisemitismus. Am 25. Februar 1921 wurde die Tochter Klara Marianne Margarete Hedwig geboren. Bis 1936 war Richard Lewy-Lingen Landgerichtsdirektor, dann wurde er aus dem Dienst entlassen. Die Familie lebte bis 1938 in der Nußbaumallee in Charlottenburg, Anfang 1939 wurden beide Kinder mit dem Kindertransport nach England verschickt. Im September 1939 konnten Marie und Richard Lewy-Lingen zu einem Cousin von Marie, Dr. Reinhold Strassmann, in dessen Haus in Zehlendorf, Ahrenshooper Zeile 35 ziehen. Dort lebten sie bis Ende 1941. Weil der Eigentümer Reinhold Strassmann das Haus zwangsverkaufen musste, zogen Marie und Richard Lewy-Lingen in die Jenaer Straße 5, wo sie, vermutlich wegen der bevorstehenden Deportation, am 13. Oktober 1942 gemeinsam Suizid begingen. Der Sohn Walter kämpfte in der Englischen Armee gegen das Deutsche Reich und fiel am 20. September 1944 nach der Landung der Alliierten in der Normandie bei einer Aktion in Holland. Die Tochter Klara studierte Mathematik und wurde Lehrerin, sie starb 2009. | Lage |
|                                                                              | Richard Lewy-Lingen        | Ahrenshooper Zeile 35 | 23. Okt. 2011 | Richard Lewy kam am 28. Februar 1881 in Berlin als Sohn des Kaufmanns Berthold Lewy und seiner Frau Klara geborene Joseph zur Welt. Er studierte Jura, wurde promoviert und wurde Richter. Er kämpfte im Ersten Weltkrieg und heiratete 1919 Marie Gertrud Fraenkel, die Enkelin von Samuel Strassmann, einem bekannten Arzt. Marie Gertrud war evangelisch, Richard mosaisch. 1920 kam der Sohn Walter auf die Welt, Richard Lewy ließ den Familiennamen ändern in Lewy-Lingen als vermeintlichen Schutz vor Antisemitismus. Am 25. Februar 1921 wurde die Tochter Klara Marianne Margarete Hedwig geboren. Bis 1936 war Richard Lewy-Lingen Landgerichtsdirektor, dann wurde er aus dem Dienst entlassen. Die Familie lebte bis 1938 in der Nußbaumallee in Charlottenburg, Anfang 1939 wurden beide Kinder nach England verschickt. Im September 1939 konnten Richard und Marie Lewy-Lingen zu einem Cousin von Marie, Dr. Reinhold Strassmann, in dessen Haus in Zehlendorf, Ahrenshooper Zeile 35 ziehen. Dort lebten sie bis Ende 1941. Weil der Eigentümer Reinhold Strassmann das Haus zwangsverkaufen musste, zogen Richard und Marie Lewy-Lingen in die Jenaer Straße 5, wo sie, vermutlich wegen der bevorstehenden Deportation, am 13. Oktober 1942 gemeinsam Suizid begingen. Der Sohn Walter kämpfte in der Britischen Armee gegen das Deutsche Reich und fiel am 20. September 1944 nach der Landung der Alliierten in der Normandie bei einer Aktion in Holland. Die Tochter Klara studierte Mathematik und wurde Lehrerin, sie starb 2009. | Lage |
|                                                                              | Anna Loewenberg            | Spanische Allee 10    | 26. Juni 2015 | Anna Wilhelmine Grossmann kam am 20. Dezember 1869 in Berlin als Tochter des Gustav Grossmann und seiner Frau Auguste geborene Salzmann zur Welt. Sie besuchte das Lehrerinnenseminar in Posen, wurde Lehrerin und gehörte der evangelischen Kirche an. 1900 heiratete sie in Breslau und nahm den Namen ihres Mannes „Loewenberg“ an. Sie soll ein Kind gehabt haben. 1939 lebte sie im Sanatorium Schlachtensee in der Wannseestraße 10 (heute Spanische Allee). Sie wurde aus der Mozartstraße 22 in Lankwitz am 11. September 1942 nach Theresienstadt deportiert, zusammen mit ihrer Vermieterin Dora Freudenthal. Am 14. Februar 1943 wurde sie ermordet. |      |
|                                                                              | Siegfried Loewenthal       | Bergengruenstraße 57  | 23. Mai 2019  | Siehe auch: Dr. Siegfried Loewenthal. stolpersteine-berlin.de; Koordinierungsstelle Stolpersteine Berlin. |      |
|                                                                              | Theodor Löwenthal          | Spanische Allee 10    | 26. Juni 2015 | Theodor Loewenthal kam am 4. März 1861 in Zettlitz/Böhmen als ältestes Kind des Viehhändlers Elias Loewenthal und seiner Frau Katharina geborene Schnurmacher zur Welt. Seine Eltern starben, bevor er 13 Jahre alt war. Seine sieben Geschwister wurden unter Verwandten aufgeteilt, Theodor wanderte nach Berlin und machte eine Fleischerlehre bei dem Fleischer Hirsch Elkan in Friedrichshagen. 1888 heiratete er dessen Tochter Jenny. Die Kinder kamen zur Welt: Katharina (1889), Else (1890), Helene (1891) und Hans (1899). Theodor Loewenthal kaufte 1898 ein Grundstück in der Achenbachstraße 4 in Wilmersdorf (heute Lietzenburger Straße 32) und baute ein großes Mietshaus, in dem die Familie wohnte und in dem sich im Erdgeschoss seine nichtkoschere Fleischerei befand. Seine Frau Jenny arbeitete im Geschäft mit, der Haushalt und die Küche wurden von Jennys Schwester Minna betreut. Jenny Loewenthal starb 1921, daraufhin zog Theodors Tochter Käthe mit ihrem Mann Paul und Tochter Ellie aus Marienbad nach Berlin und übernahm die Fleischerei. Theodor Loewenthal genoss das Leben, er besaß eines der ersten Automobile in Berlin, in seinem Haus in der Achenbachstraße war ein Stall für vier Pferde vorgesehen. Sein Sohn Hans hatte Medizin studiert und war 1933 nach England emigriert. Theodor Loewenthal besuchte ihn 1935 und 1936, konnte sich jedoch nicht entschließen, ebenfalls in England zu bleiben. 1938 musste er sein Haus mit der Fleischerei verkaufen (arisieren). Er zog in das Sanatorium Schlachtensee in die Wannseestraße 10 (heute Spanische Allee). Er musste noch einmal umziehen und zwar an den Bayerischen Platz 3 als Untermieter zu Wanda Jacoby. Von dort wurde er am 8. Juli 1942 nach Theresienstadt deportiert. Am 22. Juli 1942 wurde er ermordet. Angebliche Todesursache war ein Lungenödem/Herzlähmung. Sein Sohn Hans heiratete in England Ilse Stenger, ihre Tochter Susan widmete ihrem Großvater eine Gedenkseite bei Yad Vashem und initiierte die Verlegung eines Stolpersteins vor dem Haus Lietzenburger Straße 32. Auch die Töchter konnten dem Holocaust entkommen. |      |
|                                                                              | Charlotte Malinowski       | Am Schlachtensee 38   | 14. Juni 2021 | |      |
|                                                                              | Wolf Malinowski            | Am Schlachtensee 38   | 14. Juni 2021 | |      |
|                                                                              | Miszyslaw Nathanblut       | Kurstraße 3           | 13. Sep. 2022 | |      |
|                                                                              | Elisabeth Schneider        | Ernst-Ring-Straße 2   | 10. Aug. 2023 | |      |
|                                                                              | Arthur Sello               | Tewsstraße 21         | 15. Aug. 2013 | Arthur Johannes Sello kam am 24. Dezember 1872 in Bojanowo/Posen in einer jüdischen Familie zur Welt. Er studierte Jura, wurde Richter und heiratete 1906 in Birkholz/Neumark die nichtjüdische Lydia Schmiedeberg. Die Familie gehörte der evangelischen Kirche an. Die Tochter Maria kam am 6. Juni 1909 in Posen zur Welt, es folgte der Sohn Gottfried am 4. Februar 1913 ebenfalls in Posen. Dann zog die Familie nach Potsdam, wo am 13. Dezember 1914 die Tochter Irmgard zur Welt kam, es soll noch eine dritte Tochter gegeben haben. Arthur Sello kämpfte im Ersten Weltkrieg und erhielt das Eiserne Kreuz. Ab 1926 arbeitete er am Berliner Kammergericht und wurde dann Vorsitzender an dem neu errichteten Landesarbeitsgericht. 1933 wurde er zwangsweise beurlaubt, obwohl er Frontkämpfer war. Zwei seiner Töchter emigrierten. Die Familie lebte bis 1937 in der Wannseestraße 70 (heute Spanische Allee), ab 1938 in der Tewsstraße 21. Obwohl Arthur Sello durch eine privilegierte Mischehe relativ geschützt, war lebte die Familie in ständiger Angst vor einer Deportation, so dass er sehr zurückgezogen lebte. Am 6. März 1944 wurde Arthur Sello durch eine Fliegerbombe getötet, weil er als Jude den Luftschutzbunker nicht benutzen durfte. |      |
|                                                                              | Alfred Silbermann          | Lindenthaler Allee 29 | 31. März 2017 | Alfred Silbermann kam am 5. November 1915 in Berlin als zweiter Sohn des Kaufmanns Louis Leyser Silbermann und seiner nichtjüdischen Frau Charlotte geborene Richter zur Welt, sein Bruder Kurt war bereits 1911 geboren. Er wohnte mit seinen Eltern in Tempelhof im Hohenzollernkorso 9 und ab 1933 in Schlachtensee in der Lindenthaler Allee 29 (damals noch Lindenallee, später Theodor-Fritsch-Allee). Er emigrierte 1940, vermutlich am Anfang des Jahres, zusammen mit seiner Mutter nach Argentinien, nachdem schon sein Bruder Kurt 1936 Deutschland verlassen musste und 1938 sein Vater Louis Silbermann. Er lebte dann mit seiner Mutter in Buenos Aires (Argentinien), kehrte aber später nach Europa zurück. Es ist bekannt, dass er 2005 im Alter von 90 Jahren in Rom lebte. Wann er gestorben ist, ist nicht bekannt. |      |
|                                                                              | Charlotte Silbermann       | Lindenthaler Allee 29 | 31. März 2017 | Pauline Charlotte (Lotte) Richter kam am 13. Mai 1893 in Berlin als nichtjüdische Tochter des Hausverwalters Ludwig Hermann Richter und seiner Frau Auguste Agnes geborene Schlicker zur Welt. Sie heiratete den Kaufmann Louis Leyser Silbermann, der mit seinem Bruder eine Agentur für Seidenstoffe betrieb. Die Söhne wurden geboren: 1911 Kurt und 1915 Alfred. Die Familie lebte im Hohenzollernkorso 9 in Tempelhof, Louis Silbermann hatte bereits 1922 ein Grundstück in Zehlendorf, Lindenallee 29 (später Theodor-Fritsch-Allee 29, heute Lindenthaler Allee) gekauft. Er ließ dort 1932 ein Haus für die Familie bauen, das 1933 bezogen wurde. 1935 musste Louis Leyser Silbermann sein Geschäft mit Spitzen und Tüllen in der Kommandantenstraße aufgeben, die mit seinem Bruder betriebene Agentur für Seidenstoffe musste 1936 schließen. Der Sohn Kurt musste aus politischen Gründen Deutschland verlassen und floh nach Moskau. Unter der Beschuldigung ein „asozialer Jude“ zu sein wurde Louis Silbermann vom 18. Juni 1938 bis 25. August 1938 im KZ Sachsenhausen inhaftiert und nur freigelassen, weil er sich verpflichtet hatte, Deutschland unverzüglich zu verlassen. Um die Reichsfluchtsteuer für ihren Mann zu bezahlen, musste Charlotte Silbermann mit großen Verlusten ein Wertpapierdepot verkaufen. Am 29. September 1938 verließ ihr Mann Deutschland und floh nach Südfrankreich. Nach der Besetzung Frankreichs wurde er 1940 wieder verhaftet, über das Lager Gurs im Lager Recebedou bei Toulouse festgesetzt, wo er am 14. Dezember 1941 starb. 1939 verkaufte Charlotte Silbermann das in ihrem Eigentum stehende Grundstück Theodor-Fritsch-Allee 29 und betrieb ihre Auswanderung und die ihres Sohnes Alfred nach Argentinien, die 1940 schließlich auch gelang. Nach Kriegsende erfuhr sie vom Tod ihres Mannes in Frankreich und von dem Tod ihres Sohnes Kurt in Moskau. |      |
|                                                                              | Kurt Silbermann            | Lindenthaler Allee 29 | 31. März 2017 | Kurt Silbermann kam am 31. Dezember 1911 in Berlin als erster Sohn des Kaufmanns Louis Leyser Silbermann und seiner nichtjüdischen Frau Pauline Charlotte geborene Richter zur Welt. Er wohnte mit seinen Eltern in Tempelhof im Hohenzollernkorso 9 und ab 1933 in Schlachtensee in der Lindenthaler Allee 29 (damals noch Lindenallee, später Theodor-Fritsch-Allee). Er studierte Medizin und war politisch linksorientiert. Deswegen musste er schon im April 1936 Berlin verlassen, er floh nach Moskau. Auf seinen Antrag hin wurde er am 20. Juli 1936 in den Sowjetischen Staatsverband aufgenommen und studierte am Medizinischen Institut in Moskau. Am 10. Februar 1938 wurde er vom NKWD verhaftet, der Spionage und der konterrevolutionären Tätigkeit angeklagt und zum Tode verurteilt. Am 7. April 1938 wurde er mit weiteren 25 Deutschen bei Butovo (Moskau) erschossen. 1989 wurde er offiziell rehabilitiert. |      |
|                                                                              | Louis Leyser Silbermann    | Lindenthaler Allee 29 | 31. März 2017 | Louis Leyser Silbermann kam am 21. Mai 1879 in Schirwindt/Pillkallen/Ostpreußen als Sohn des Isidor Silbermann und seiner Frau Jenni geborene Livschuetz zur Welt. Er hatte noch einen Bruder Max. Louis wurde Kaufmann und zog mit seinem Bruder Max nach Berlin. 1912 wohnten sie in der Lindenstraße 66, er handelte damals mit Seidenstoffen und betrieb zusammen mit seinem Bruder eine Agentur für Stoffe. 1912 heiratete er die Kontoristin Pauline Charlotte Richter. Die Söhne kamen auf die Welt: Kurt 1911 und Alfred 1915. Die Familie lebte im Hohenzollernkorso 9 in Tempelhof, obwohl Louis Silbermann bereits 1922 ein Grundstück in Zehlendorf, Lindenallee 29 (später Theodor-Fritsch-Allee 27, heute Lindenthaler Allee) gekauft hatte. Er ließ dort 1932 ein Haus für die Familie bauen, das 1933 bezogen wurde. 1935 musste Louis Leyser Silbermann sein Geschäft mit Spitzen und Tüllen in der Kommandantenstraße aufgeben, die mit seinem Bruder betriebene Agentur für Seidenstoffe musste 1936 schließen. Der Sohn Kurt floh aus politischen Gründen nach Moskau. Unter der Beschuldigung ein „asozialer Jude“ zu sein wurde er vom 18. Juni 1938 bis 25. August 1938 im KZ Sachsenhausen inhaftiert und nur freigelassen, weil er sich verpflichtet hatte, Deutschland unverzüglich zu verlassen. Um die Reichsfluchtsteuer bezahlen zu können, musste er einen Großteil seines Besitzes verkaufen. Am 29. September 1938 verließ er Deutschland und floh nach Südfrankreich. Nach der Besetzung Frankreichs wurde er 1940 wieder verhaftet, über das Lager Gurs im Lager Recebedou bei Toulouse festgesetzt, wo er am 14. Dezember 1941 starb. |      |
|                                                                              | Johanna Stahl              | Spanische Allee 10    | 26. Juni 2015 | Johanna Lehmann kam am 12. September 1886 in Berlin als Tochter des Kaufmanns Isidor Lehmann und seiner Frau Jenny geborene Rector zur Welt. Johanna machte sich vermutlich selbständig, denn als sie 1919 den Stuckateur, Bildhauer und Holzschnitzer Emil Stahl heiratete, gab sie als Beruf Geschäftsinhaberin an. Ihr Mann war in Szeged, Ungarn, geboren und hatte die ungarische Staatsangehörigkeit, die Johanna durch die Eheschließung ebenfalls erhielt. Am 29. November 1920 wurde die Tochter Margit geboren. Die Ehe von Johanna und Emil Stahl wurde geschieden und Mitte der 1930er Jahre zog Johanna Stahl in das Sanatorium Schlachtensee in der Wannseestraße 10 (heute Spanische Allee). 1939 wohnten dort 10 jüdische Mieter. Johanna Stahl musste nach 1939 wieder ausziehen, zunächst in die Kaiser-Friedrich-Straße 48 nach Charlottenburg und dann in die Lindenallee 25 zu Schuftan ebenfalls in Charlottenburg. Dort lebte auch ihre Tochter Margit. Johanna Stahl wurde am 28. Juni 1943 aus der Prager Straße 29 nach Auschwitz deportiert und ermordet. Die Tochter Margit sollte 1943 in ein KZ nach Polen deportiert werden, daraufhin flüchtete sie nach Budapest. 1944 lernte sie ihren späteren Mann, den Schuhmacher Istvan Saller kennen, der sie versteckte und mit Lebensmitteln versorgte. Am 24. Februar 1945 heiratete sie ihn, die Tochter Katalin (Kathy) wurde am 30. Januar 1948 in Budapest geboren. Der Sohn Istvan (Steven) kam am 12. August 1948 in Wien zur Welt, dann emigrierte die Familie 1951 in die USA. Dort kam am 16. Februar 1953 in Cincinnati die Tochter Giselle zur Welt. Margit Saller starb 1979. |      |
|                                                                              | Reinhold Strassmann        | Ahrenshooper Zeile 35 | 23. Okt. 2011 | Siehe auch: https://www.stolpersteine-berlin.de/biografie/4564 | Lage |
|                                                                              | Adolf Sultan               | Ernst-Ring-Straße 2   | 10. Aug. 2023 | |      |
|                                                                              | Ida Rosa Sultan            | Ernst-Ring-Straße 2   | 10. Aug. 2023 | |      |
|                                                                              | Johanna Margarete Sultan   | Ernst-Ring-Straße 2   | 10. Aug. 2023 | |      |
|                                                                              | Gertrude Victorius         | Ernst-Ring-Straße 2   | 10. Aug. 2023 | |      |
|                                                                              | Marianne Victorius         | Ernst-Ring-Straße 2   | 10. Aug. 2023 | |      |
|                                                                              | Emma Weigert               | Spanische Allee 10    | 26. Juni 2015 | Emma Pappenheim kam am 28. März 1861 in Berlin als Tochter des Kaufmanns Jacob Pappenheim und seiner Frau Helene geborene Bernhard zur Welt. Sie heiratete 1882 in Berlin den Kaufmann Martin Waldemar Weigert. Am 12. August 1886 kam ihr Sohn Oskar auf die Welt, sie hatten auch eine Tochter Charlotte. Emma war die Erbin des väterlichen Betriebes S.Pappenheim & Co., Stroh- und Filzhutfabrik, Hutformen und Bordüren, der von ihrem Mann fortgeführt wurde. 1900 lebte die Familie in der Wilhelmstraße 147 III. 1916 war der Betrieb verkauft und die Familie lebte in der Johann-Sigismund-Straße 2–3 in Halensee. Nachdem ihr Mann 1922 starb, zog Emma Weigert in das Sanatorium Schlachtensee, wo sie im Mai 1939 zur Volkszählung noch wohnte. Sie musste noch einmal umziehen und zwar in die Grolmannstraße 30. Von dort wurde sie am 28. August 1942 nach Theresienstadt deportiert. Sie starb am 12. September 1942, angeblich an Darmkatarrh. Beide Kinder entkamen dem Holocaust, Charlotte flüchtete nach Kopenhagen und Oskar in die USA, wo er 1968 starb. |      |
|                                                                              | Margarete Wolff            | Lindenthaler Allee 32 | 13. Mai 2013  | |      |